# Baselermissionen
Baselermissionen, Basel Missionsselskab stiftedes i 1815 af en kreds protestantiske præster og lægmænd i Basel. Missionen blev ledet af en komité i Basel, der var selvsupplerede, og hentede sin støtte både i Schweiz og i Tyskland. Både lutheranere og reformerte virkede i dets tjeneste.
I 2001 blev Baselermissionen en del af Mission 21 – Evangelisches Missionswerk Basel, der virker på økumenisk grundlag.

## Historie
Missionsselskabet blev stiftet i 1815 af det tyske kristendomsselskab. Det havde sin base og støttekreds i lutherske og reformete kredse i Schweiz og det sydlige Tyskland.

## Missionsvirksomhed
Missionsselskabet havde frem til 2. verdenskrig en spredt missionsvirksomhed i Afrika og Asien.
I 1821 påbegyndte Selskabet en missionsvirsomhed i den sydlige del af det daværende Russiske Kejserrige, men denne standsede i 1835 som følge af en ukas fra den russiske kejser.
I 1827 påbegyndte Selskabet en missionsvirksomhed i Liberia, men denne blev opgivet igen allerede i 1831.
I 1828 begyndte Selskabet en missionsvirksomhed på den dengang danske koloni Guldkysten. De første missionærer var Johannes Phillip Henke, Gottlieb Holzwarth, Carl Friedrich Salbach og Johannes Gottlieb Schmid.[kilde mangler] I 1832 fulgte Andreas Riis, Peter Peterson Jäger og Christian Heinze, der også virkede som læge.[kilde mangler] De første 9 missionærer døde alle efter 1 eller 2 års forløb bortset fra Andreas Riis, der fortsatte til 1845. Missionsvirksomheden udviklede sig efterhånden og omfattede i 1904 11 missionsstationer. I løbet af de første 50 år blev udsendt sammenlagt 129 missionsarbejdere, hvoraf 39 døde under arbejdet og 50 måtte vende hjem af sundhedsmæssige årsager. Antallet af menighedsmedlemmer var i 1858 omkring 390 men voksede i runde tal til 1.600 i 1868, 4.000 i 1878, 8.000 i 1888 og 18.000 i 1898.
I 1834 påbegyndte Selskabet en missionsvirksomhed i Sydindien, omfattende det nordlige og sydlige Kanara, det sydlige Maratha, Malabar, Nilgiri og Kurg. I 1904 omfattede virksomheden 7 missionsstationer. Her oprettede Selskabet også handels- og industriforetagender, som bidrog til at understøtte missionsvirksomheden.
I 1846 påbegyndte Selskabet en missionsvirksomhed i Kina, i den daværende Kvang-tung-provins. I 1904 omfattede virksomheden 13 missionsstationer. Blandt dem, som virkede ved denne mission, var svenskeren T. Hamberg.
I 1886 påbegyndte Selskabet en missionsvirksomhed i den nyoprettede tyske koloni Kamerun. I 1904 omfattede virksomheden 9 missionsstationer.
I 1915 omfattede Selskabet omkring 250 missionærer og havde en årsindtægt på ca. 1¾ mio. mark.
I 1921 påbegyndte Selskabet en missionsvirksomhed i Borneo.[kilde mangler]
Efter 2. verdenskrig spredte missionsselskabet sin virksomhed til samarbejde med lokale kirker i Bolivia, Cameroun, Chile, Hong Kong, Den Demokratiske Republik Congo, Indonesien, Malaysia, Nigeria (fra 1951), Peru, Singapore, Sudan (fra 1972) og Taiwan.[kilde mangler]

## Tidsskrifter
Selskabets tidsskrifter var "Evangelische Missions-Magazin" og "Der evangelische Heidenbote".

## Organisering
Ledelsen bestod af en selvsupplerende bestyrelse på 12 medlemmer.
Finansieringen blev klaret ved støtteindsamlinger, hvor især Württemberg bidrog.

### Missionsinspektører
1816-1838: Ch.G. Blumhardt
1838-1849: W. Hoffmann
1849-1879: F. J. Josenhans
1879-1884: O. Schott
1884-1904: Th. Oehler (direktør 1904-1909)
1898-1910: Friedrich Würz (direktør 1910-1916)
1910-1913: Heinrich Dipper (vicedirektør 1913-1915, direktør 1915-1926)
Karl Hartenstein (direktør 1926-1939)
Alphons Koechlin (præsident 1939-1959)
Jacques Rossel (præsident 1959-1979)
Daniel von Allmen (præsident 1979-1989)
Wolfgang Schmidt (præsident 1989-1998)
Madelaine Strub-Jaccoud (direktrice 1998-2000)